# غريغ هورن
غريغ هورن (بالإنجليزية: Greg Horne)‏ هو لاعب كرة قدم أمريكية أمريكي، ولد في 22 نوفمبر 1964 في راسلفيل في الولايات المتحدة.

## وصلات خارجية
- غريغ هورن على موقع مرجع كرة القدم المحترفة.كوم (الإنجليزية)